# Mariage homosexuel en Andorre
Le mariage homosexuel est autorisé en Andorre depuis le 17 février 2023, de même que l'adoption d'enfants par les couples de même sexe.

## Situation antérieure: unions civiles
Le 27 novembre 2014, le Conseil général vote une loi permettant l'union civile des couples de même sexe et leur droit à l'adoption. Signée par le coprince François Hollande, la loi entre en vigueur le 25 décembre suivant.

## Légalisation
À la suite des élections législatives d'avril 2019, le gouvernement de coalition mené par le parti Démocrates pour Andorre du chef du gouvernement Antoni Martí annonce son intention de légaliser le mariage homosexuel. Présenté le 10 mars 2020, le projet de loi voit son examen reporté à douze reprises dans le contexte de la pandémie de Covid-19,,. Finalement soumis au Conseil général le 13 avril 2022, le texte est voté le 21 juillet suivant par 18 voix pour, 6 contre et 1 abstention. La loi doit cependant recevoir la signature de l'un ou l'autre des coprinces : l'évêque d'Urgell Joan-Enric Vives i Sicília ou le président français Emmanuel Macron puis son entrée en vigueur intervenir six mois après cette signature. Le président français signe la loi le 17 août 2022, entraînant l'application de la légalisation à partir du 17 février 2023. L'Andorre devient ainsi le 34e pays à légaliser le mariage homosexuel.